# فرديناند بيكر
فرديناند بيكر (و. 1846 – 1877 م) هو رسام ألماني، توفي في ميونخ، عن عمر يناهز 31 عاماً.